# Бистром, Филипп Антонович
Филипп Антонович Бистром (нем. Philipp von Bistram; 1789—1819) — полковник, участник наполеоновских войн.

## Биография
Родился 18 (29) июня 1789 года на мызе Каппель. Сын Антона (Отто) Оттовича фон Бистрома (Otto Gotthard von Bistram) (1762—1836) от его брака с Августой Иоганной фон Крузенштерн. Его братья: Фёдор, Эдуард, Егор, Антон, Адам и Фердинанд.
В 1805 году выпущен из 1-го кадетского корпуса подпоручиком в 1-й конно-артиллерийский батальон, с которым участвовал в сражениях 1806-1807 годов при Голымине, Прейсиш-Эйлау, Гейльсберге и Фридланде.
25 октября 1808 года произведён в поручики. 2 февраля 1812 года переведён с тем же чином в гвардейскую конную артиллерию, с которой участвовал в Отечественной войне 1812 года и в заграничном походе 1813-1814 годов. Сражался при Смоленске, Бородино, Малоярославце, Люцене, Бауцене, Дрездене, Кульме, Лейпциге, Фер-Шампенуазе (награждён орденом Св. Георгия 4-й степени) и Париже; 10 октября 1815 года произведён в полковники.
Был убит на дуэли 23 апреля (5 мая) 1819 года.

## Награды
Российской империи:
- Крест «За победу при Прейсиш-Эйлау» (1807)
- Орден Святой Анны 2-й степени с алмазами
- Орден Святого Владимира 4-й степени
- Орден Святого Георгия 4-й степени (№ 2875; 13 марта 1814)
- Серебряная медаль «В память Отечественной войны 1812 года»

Иностранных государств:
- Два ордена «Pour le Mérite» (6 мая 1814;  13-18 октября 1814)[1] (Королевство Пруссия)
- Военный орден Максимилиана Иосифа рыцарский крест (Королевство Бавария)
- Орден Леопольда рыцарский крест (Австрийская империя)